# Acid Eaters
Acid Eaters är ett album av punkbandet Ramones från 1993, innehållande coverversioner av andra musikers låtar.

## Låtlista
1. "Journey to the Center of the Mind" (Ted Nugent, Steve Farmer) - 2:52
2. "Substitute" (Pete Townshend) - 3:15
3. "Out of Time" (Mick Jagger, Keith Richards) - 2:41
4. "The Shape of Things to Come" (Barry Mann, Cynthia Weil) - 1:46
5. "Somebody to Love" (Darby Slick) - 2:31
6. "When I Was Young" (Eric Burdon, John Weider, Victor Briggs, Daniel McCulloch, Barry Jenkins) - 3:16
7. "7 and 7 Is" (Arthur Lee) - 1:50
8. "My Back Pages" (Bob Dylan) - 2:27
9. "Can't Seem to Make You Mine" (Sky Saxon) - 2:42
10. "Have You Ever Seen the Rain?" (John Fogerty) - 2:22
11. "I Can't Control Myself" (Reg Presley) - 2:55
12. "Surf City" (Brian Wilson, Jan Berry) - 2:26